# Macroteleia nitida
Macroteleia nitida is een vliesvleugelig insect uit de familie van de Scelionidae. De wetenschappelijke naam van de soort is voor het eerst geldig gepubliceerd in 1914 door Kieffer.